# Heiner Thiel

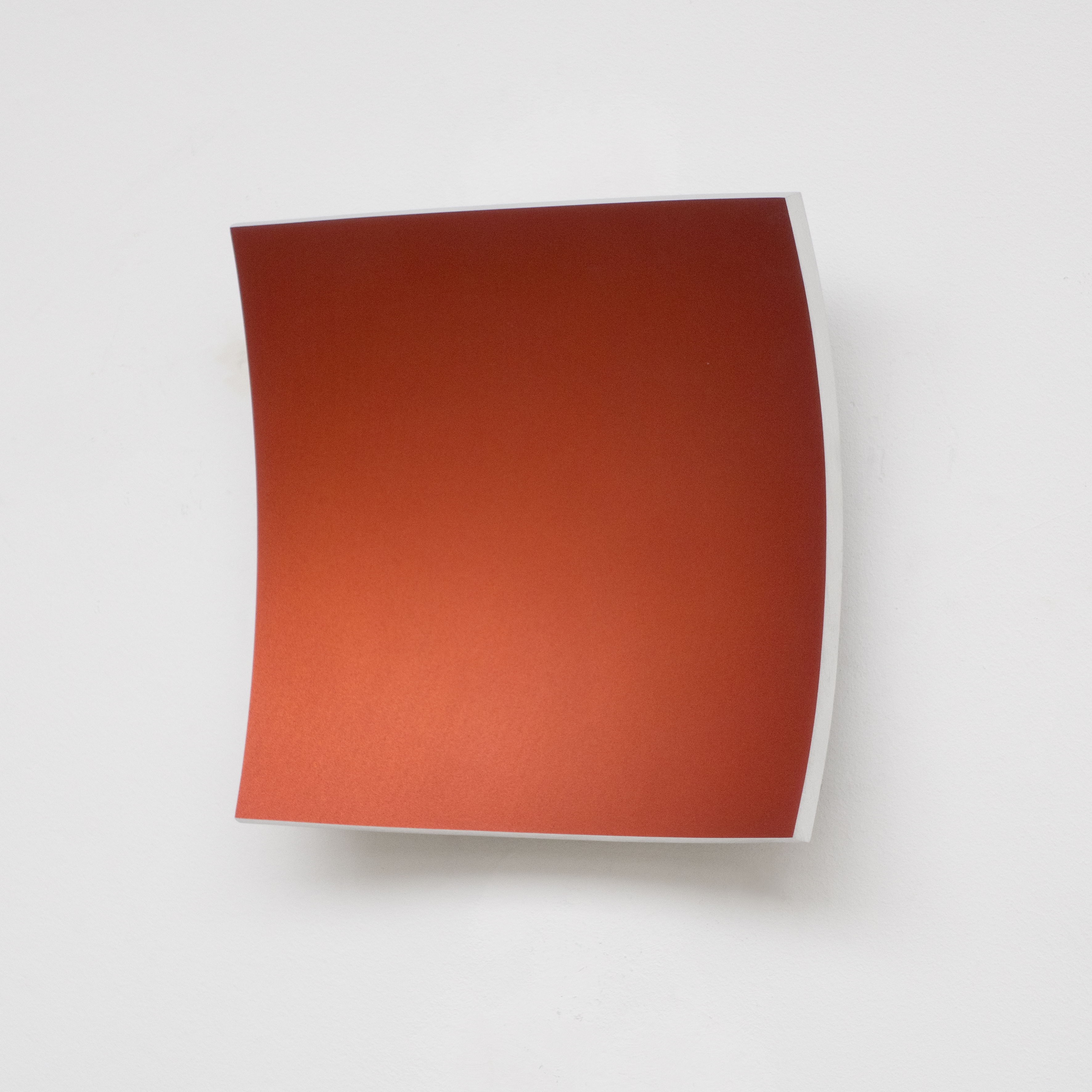
Ein Werk von Heiner Thiel

Heiner Thiel (* 14. Januar 1957 in Bernkastel-Kues) ist ein deutscher Bildhauer, Künstler und Kurator. Er ist ein Vertreter der Konkreten Kunst.

## Leben
Heiner Thiel absolvierte von 1978 bis 1982 das Studium der Kunstgeschichte an der Johannes Gutenberg-Universität in Mainz, bevor er von 1983 bis 1985 an der Staatlichen Hochschule für Bildende Künste – Städelschule in Frankfurt am Main Bildende Kunst studierte. Hier war er u. a. in der Bildhauerklasse von Michael Croissant.
Im Jahr 1985 erhielt er den Förderpreis für bildende Künstler der Stadt Mainz, im Jahr darauf den Förderpreis des Landes Rheinland-Pfalz. 1988 wurde er mit dem Förderpreis Junge Kunst der Saar-Ferngas AG, Saarbrücken, ausgezeichnet und im selben Jahr wurde ihm der Kunstpreis für Plastik der ESWE Versorgungs AG in Wiesbaden zuerkannt (3. Platz). Im Jahr 1990 wurde er ebenfalls von der ESWE Versorgungs AG mit dem Kunstpreis für Graphik (2. Platz) ausgezeichnet. 1998 war er Stipendiat der Stiftung Rheinland-Pfalz für Kultur – Künstlerhaus Schloss Balmoral. Heiner Thiel ist Mitglied der Darmstädter Sezession und der Arbeitsgemeinschaft bildender Künstler am Mittelrhein (AKM).

## Werk

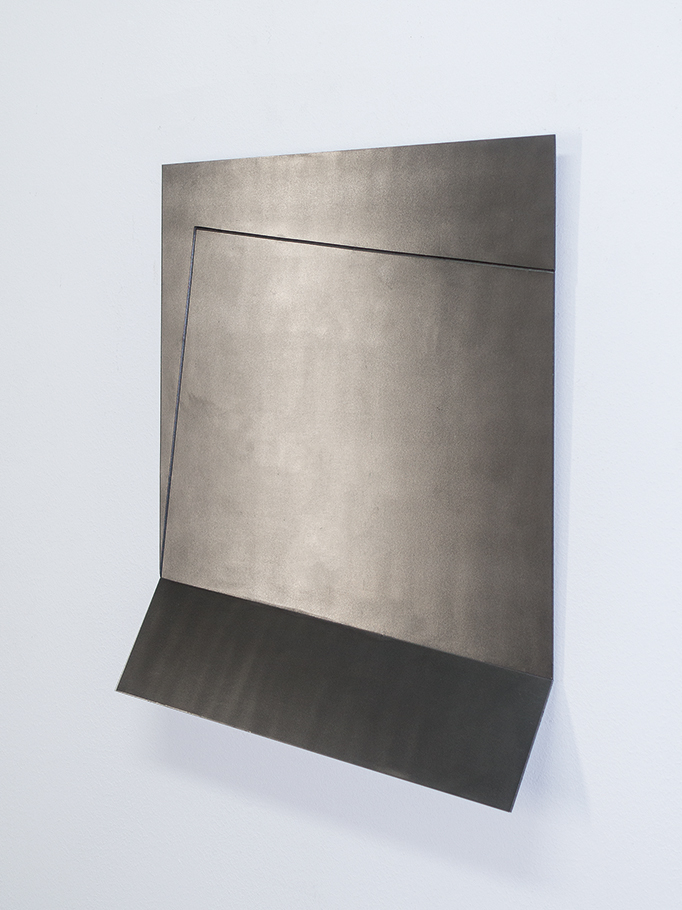
Stahlblech-Wandrelief von Heiner Thiel, 1993

Heiner Thiel arbeitet mit einer Vielzahl bildhauerischer Materialien. War es in den 70er Jahren noch vor allem Bronzeguss, der ihn faszinierte, begann er in den 1980er-Jahren mit Stahlblechen zu experimentieren, die er in einem komplexen malerischen Verfahren vorbehandelte.
Diese Stahlbleche formte er dann zu abstrakten Wandreliefs. Je nach Betrachtungswinkel sieht man scheinbar ein anderes Objekt, Teile des Reliefs treten in den Vordergrund oder verschwinden, bringen die Täuschungen der Wahrnehmung zum Vorschein und laden so zu Reflexionen über das Thema der Perspektive ein.
Ähnliches gestaltete Thiel in den 90er Jahren mit seinen würfelartigen Wandobjekten, die aus Metall gefertigt wurden. Auch hier ändert sich die Perspektive mit der Bewegung des Betrachters vor dem Werk: «Man kann während der Positionsverschiebung beobachten, wie sich der perspektivische Raum sukzessive entfaltet, bis er seine optimale Form und Tiefe erreicht hat.»

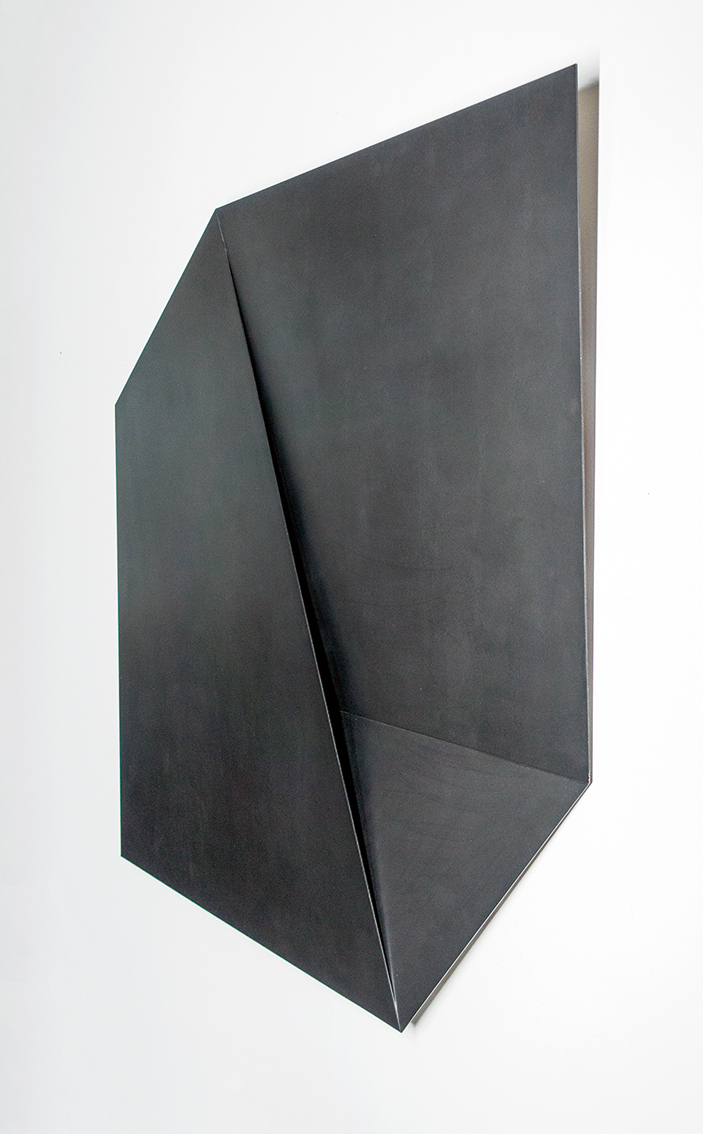
Würfelartiges Wandrelief von Heiner Thiel, 1994

Das Spiel mit den unterschiedlichen Perspektiven kreist um die zentrale Frage in Thiels Schaffen: «In meiner künstlerischen Arbeit interessiert mich besonders der 'Grenzbereich' zwischen Fläche, Raum und Farbe: wann wird eine Fläche räumlich und wann ein Körper flächig? Und welche Rolle spielt dabei die Farbe?»
Farbe bildet eines der zentralen Themen in Thiels neueren Arbeiten und addiert zu dem Spiel mit Perspektiven die Dimension des Lichts bzw. Schattens und führt so zu neuen Wahrnehmungserlebnissen beim Betrachter. Ende der 90er Jahre entstehen Arbeiten aus Aluminiumblechen, die entweder konkav oder konvex geformt sind und mit einem Farbauftrag versehen werden. Der Farbauftrag erfolgt durch Eloxierung und ist nur 20 Tausendstel mm dick. Auch die Herstellung und Vorbearbeitung der Aluminiumbleche erfolgt industriell, es sind Teile von großen Kugelelementen, die für die Industrie benötigt werden.
Michael Post charakterisiert diese Technik: «Die Methode des Eloxierens gestattet die Herstellung von Farbigkeit, ohne dass die materielle Substanz der Farbe sichtbar wird.»
Erneut fokussiert sich Thiel in diesen Arbeiten auf die Wahrnehmungen der Betrachter: Aus der Distanz betrachtet, verliert sich das konkave oder konvexe Element der Arbeit und das Werk erscheint wie ein gewöhnliches Quadrat mit normalen Kanten. Wenn man allerdings von der Seite schaut, beginnt das Werk aus der Wand hervorzutreten und die Krümmung wird deutlich. Zudem hat auch die Beleuchtung der Werte Einfluss auf die Wahrnehmung, der Schatten, den die jeweilige Arbeit wirft, wird so Teil des Rätselbildes der Wahrnehmung. Hans Zitko schreibt dazu: «In diesem Geschehen gewinnen die Objekte verschiedentlich den Charakter von Phantomen, die ihre Form und Struktur unter den Blicken des Subjekts zu verändern vermögen.»

## Werke in öffentlichen Sammlungen (Auswahl)
- Bundeskunstsammlung,[7] Berlin, Deutschland
- Buffalo AKG Art Museum,[8] Buffalo, USA
- Kunstsammlung der Deutschen Bank AG, Frankfurt am Main
- Kunstsammlung der Kreditanstalt für Wiederaufbau, Frankfurt am Main
- Kunstsammlung der Deutschen Bundesbank, Frankfurt am Main
- Kunstsammlung der Union Investment, Frankfurt am Main
- Museum für Konkrete Kunst, Ingolstadt
- Museum Pfalzgalerie Kaiserslautern, Kaiserslautern
- Landesmuseum Mainz, Mainz
- Ministerium für Bildung, Wissenschaft, Jugend und Kultur (MBWJK), Rheinland-Pfalz
- Staatskanzlei Rheinland-Pfalz, Mainz
- Staatstheater Mainz, Mainz
- Kunsthalle Mannheim, Mannheim
- Museum gegenstandsfreier Kunst (studio a), Otterndorf
- Sammlung Maximilian und Agathe Weishaupt, München
- Sammlung Erhard Witzel, Quadrart Dornbirn, Dornbirn

## Einzelausstellungen  (Auswahl)
- 2000: Heiner Thiel – New Works, Charlotte Jackson Fine Art, Newport Beach, USA
- 2001: Heiner Thiel – Neue Arbeiten, Galerie Bergner+Job, Wiesbaden, Deutschland
- 2003: Heiner Thiel – Neue Arbeiten, Galerie Lindner, Wien, Österreich
- 2004: Heiner Thiel – Linie – Fläche – Farbe – Raum, Haus Metternich, Koblenz, Deutschland
- 2008: La Vérité Tordue de L’éspace, Imprints Galerie, Piégros-la-Clastre, Frankreich
- 2009: Oktahedron, Galerie Lindner, Wien, Österreich
- 2011: Heiner Thiel – Neue Arbeiten, Galerie Mariette Haas,[9] Ingolstadt, Deutschland
- 2013: Heiner Thiel – Fläche – Farbe – Raum, Sonnabend Galerie, Hofheim/Taunus, Deutschland
- 2016: La Surface de la Couleur, édition multiples un, Paris, Frankreich
- 2016: Heiner Thiel, Imprints Galerie, Crest, Drôme, Frankreich
- 2017: Heiner Thiel – Werkschau 40 Jahre,  Museum Wilhelm Morgner, Sammlung Schroth[10][11] Soest, Deutschland

## Ausstellungsbeteiligungen (Auswahl)
- 2008: Works on Paper, Natalie and Irving Forman Collection, Albright-Knox Art Gallery, Buffalo, USA
- 2008: Im Blickpunkt: Skulptur, Kunsthalle Mannheim, Mannheim, Deutschland
- 2012: Heiner Thiel – Matthew Tyson, Emma Hill Fine Art-The Eagle Gallery, London, England
- 2013: Embodying Colour, Kunsthalle Wiesbaden,[12] Wiesbaden, Deutschland
- 2014: Embodying Colour, Vasarely Museum,[13] Budapest, Ungarn
- 2015: Schwarz auf Weiß, Highlights aus der Sammlung Maximilian und Agathe Weishaupt und der Stiftung für Konkrete Kunst und Design, Museum für Konkrete Kunst, Ingolstadt, Deutschland
- 2017: Power Play, Charlotte Jackson Fine Art, Santa Fe, USA
- 2018: Ecken und Kanten – Edges and Ridges[14], Galerie Renate Bender, München, Deutschland
- 2018: Stefan Forler, Heiner Thiel: Plastische Objekte,[15] Kunstverein Pirmasens, Deutschland
- 2019: Mostly blue,[16] Charlotte Kackson Fine Art, Santa Fe, USA
- 2019: Embodying Colour V,[17]  Sammlung Schroth im Museum–Wilhelm-Morgner, Soest, Deutschland
- 2019: Form und Farbe. Kabinettausstellung Tatsushi Kawanabe, Gert Riel, Heiner Thiel,[18]  Galerie Linde Hollinger, Ladenburg, Deutschland
- 2019: Expositie Stephan Siebers en Heiner Thiel,[19] Broft Galerie, Leerdam, Niederlande
- 2020: Punkt und Linie zur Fläche – frei nach Kandinsky,[20] Galerie Renate Bender, München, Deutschland
- 2020: Channeling The Baroque: A Group Exhibition,[21] Charlotte Jackson Fine Art Galerie, Santa Fe, USA
- 2023: Embodying Colour: Outtakes,[22]  Charlotte Jackson Fine Art, Santa Fe, USA
- 2024: Heiner Thiel und Jürgen Wolff: Zahl und Form,[23] Kunstforum Mainturm, Flörsheim am Main, Deutschland
- 2024: The Power of Color – Rita Rohlfing und Heiner Thiel: Installation, Wandobjekte und Reliefs,[24] Galerie Linde Hollinger, Ladenburg, Deutschland
- 2024: Das Bild der Farbe –das Mysterium des Bildes (A szín Képe – A Kép Misztériuma),[25] MODEM – Centre for Modern and Contemporary Arts, Debrecen, Ungarn
- 2024: In Good Shape. Shaped Canvases and Metals[26] Galerie Renate Bender, München, Deutschland
- 2024: 3D. Wegweisende Plastik der konkreten Gegenwart (Ausstellung im Rahmen des III. Hellweg-Konkret-Ausstellungsprojekts),[27] Museum Wilhelm Morgner mit Raum Schroth, Soest
- 2024/2025: Energy – Werke aus der Sammlung Schroth (Eine Kooperation der Stiftung Konzeptuelle Kunst und des Zentrums für Internationale Lichtkunst Unna),[28] Museum Wilhelm Morgner mit Raum Schroth, Soest

## Kunst im öffentlichen Raum

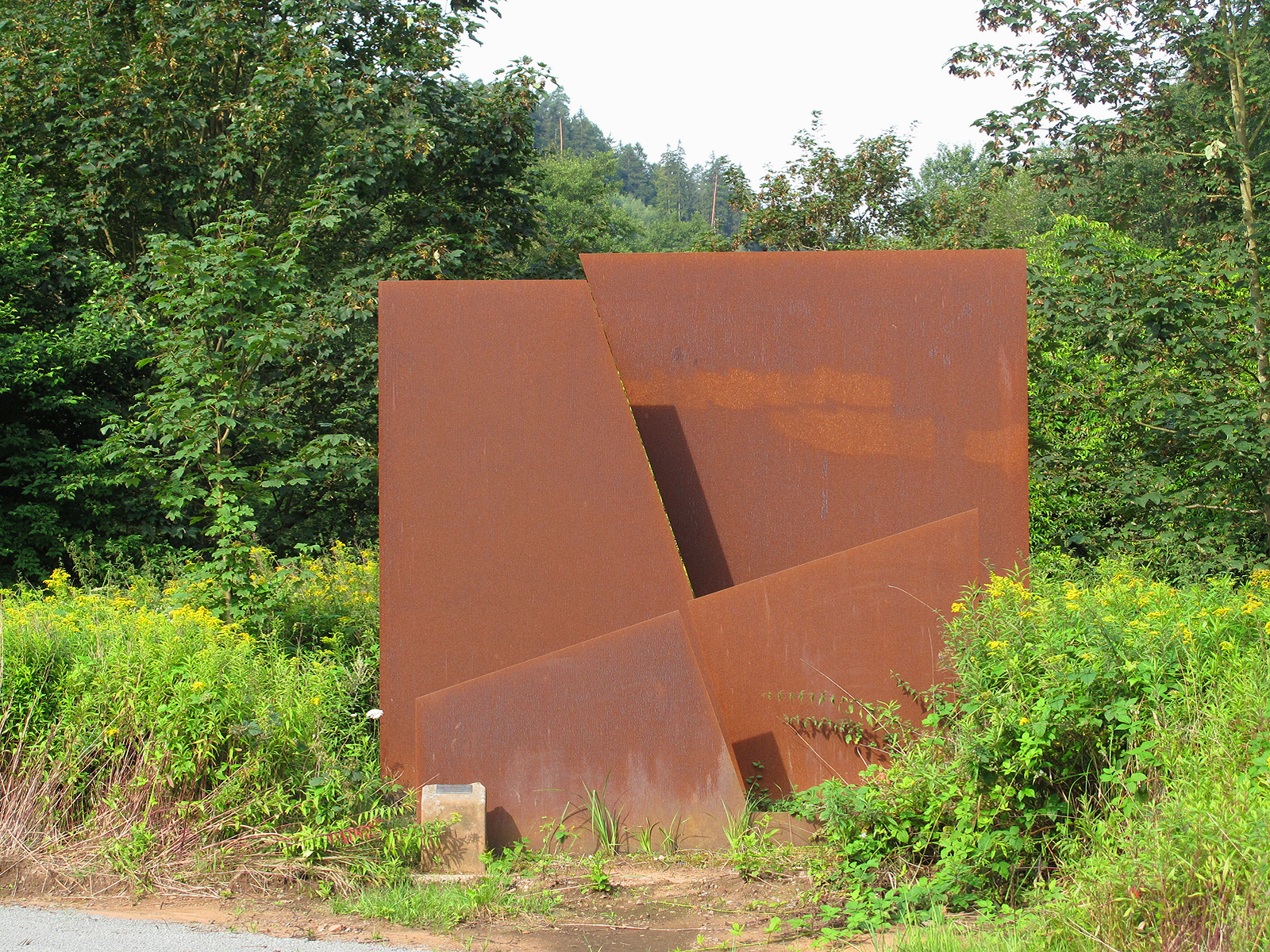
Skulptur Offenes Quadrat

- Ohne Jahr: Ewiges Licht*, Festungskirche Ehrenbreitstein, Koblenz[29]
- 1996: Offenes Quadrat, Skulpturenweg Rheinland-Pfalz[30]
- 1999: Wandgestaltung im Konferenzsaal im Servicezentrum der Nassauischen Sparkasse, Wiesbaden
- 2000: Großplastik Labyrinth, Grundschule Mainz-Bretzenheim
- 2000: Großplastik Maze, Grundschule Gerlenhofen
- 2003: Gestaltung der Glaswappenwand im Wappensaal des rheinland-pfälzischen Landtages (zusammen mit Michael Post)[31]
- 2005: Wandbild Politeia im Foyer des Polizeipräsidiums Westpfalz, Kaiserslautern (zusammen mit Michael Post)
- 2006: Entwurf und Realisation einer zweiten Glaswappenwand im rheinland-pfälzischen Landtag, Salle d’Amitié, Wappen der Partnerstädte und Regionen von Rheinland-Pfalz, (mit Michael Post)
- 2009: Wandgestaltung im Büro des Ministerpräsidenten, Staatskanzlei Rheinland-Pfalz, Mainz
- 2022: Gemeinsam mit Michael Post: Gestaltung der Brückenhäuser der Bad Kreuznacher Polizeidienststelle[32]

## Kuratorische Arbeit
- 2013: Kurator der Ausstellung Embodying Colour in der Kunsthalle Wiesbaden (mit Michael Post)
- 2014: Embodying Colour Vasarely Museum, Budapest, Ungarn
- 2015:  Embodying Colour[33] im Haus Metternich (Koblenz) (mit Michael Post)
- 2019: Embodying Colour V,[34] Sammlung Schroth im Wilhelm-Morgner-Haus, Soest, Deutschland
- 2021: Curated by… Heiner Thiel: Die Verkörperung der Farbe,[35] Galerie Renate Bender, München, Deutschland